# Román Gubern
Román Gubern Garriga-Nogués (Barcelona, 8 de agosto de 1934) es un escritor e historiador de medios de comunicación español, singularmente de cine y cómic. Sus estudios sobre el cine mundial, o durante la guerra civil española, así como el lenguaje del cómic o la pornografía fueron pioneros en España.

## Biografía
Román Gubern es un especialista en estudios sobre cultura de la imagen y comunicación audiovisual. Se doctoró en Derecho por la Universidad Autónoma de Barcelona (1980). Es catedrático jubilado de comunicación audiovisual de la Facultad de Ciencias de la Comunicación en la Universidad Autónoma de Barcelona (UAB), de la que ha sido decano. Ha enseñado en la Sorbona, así como en las universidades de Harvard, Yale, el Museum of Modern Art de Nueva York o la Bienal de Venecia (de la que fue jurado en 1986). Ha trabajado como investigador invitado en el Massachusetts Institute of Technology y ha sido profesor de Historia del Cine en el California Institute of Technology (Pasadena), la University of Southern California (Los Ángeles), la Venice International University y la Universidad Autónoma de Barcelona hasta su jubilación.
Ha sido presidente de la Asociación Española de Historiadores del Cine y pertenece a la Association française pour la recherche sur l’histoire du cinéma. Además es miembro de la Academia de Bellas Artes de San Fernando, de la New York Academy of Sciences, de la American Association for the Advancement of Science y del Comité de Honor de la International Association for Visual Semiotics. Es doctor honoris causa por la Universidad Carlos III de Madrid (2013),
Entre sus más de cuarenta libros figuran Godard polémico (1969), Historia del cine (1969), El lenguaje de los cómics (1972) y Mensajes icónicos en la cultura de masas (1974). Se suman tres volúmenes sobre el cine en España: Un cine para el cadalso. 40 años de censura cinematográfica en España (1975), El cine español en el exilio (1976) y El cine sonoro en la II República, 1929–1936, (1977). Además publicó: El simio informatizado (1987), La mirada opulenta (1987), La caza de brujas en Hollywood (1987), Del bisonte a la realidad virtual (1996), Viaje de ida (1997) o Proyector de luna (1999). En el siglo XXI, ha escrito Máscaras de la ficción (2002), Patologías de la imagen (2004), La imagen pornográfica y otras perversiones ópticas (2005), Metamorfosis de la lectura (2010) y Cultura audiovisual (2013). 
En los setenta militó en el Partido Socialista Unificado de Cataluña (PSUC) y fue un destacado miembro de la gauche divine barcelonesa ("divina izquierda", en español). En su dilatadísima carrera destaca su labor como investigador en el Massachusetts Institute of Technology y como profesor de historia del cine en la University of Southern California.
Colaboró con la revista Bang!, centrada en el estudio del mundo del cómic. Firmó los manifiestos "Ante un conato de degradación del significado cultural del cómic" (1983) y "Manifiesto contra la exposición Tintín y Hergé" (1984). Ganó el Premio de Ensayo de Fundesco en 1986. 
Con Javier Coma publicó la monografía Los cómics en Hollywood (Plaza&Janés, 1988) y con Luis Gasca, El discurso del cómic (1988) y Diccionario de onomatopeyas del cómic (2008). También ha sido director del Instituto Cervantes en Roma.
Es autor, además, de varios guiones cinematográficos, algunos de ellos con Jaime Camino, como Dragon Rapide (1986) o El largo invierno (1992).

## Obra
- La televisión, Bruguera, Barcelona, 1965.
- Historia del cine, Danae, Barcelona, 1969. Ampliado muchas veces, puesto al día en Anagrama, 2014.
- Godard polémico, Tusquets, Barcelona, 1969.
- La novela criminal, antología de textos y prólogo, Tusquets, Barcelona, 1970.
- McCarthy contra Hollywood: La caza de brujas, Anagrama, Barcelona, 1970.
- El lenguaje de los cómics, Península, Barcelona, 1972.
- El Cine, colectiva, Buru Lan Ediciones, 1972.[4]
- Mensajes icónicos en la cultura de masas, Lumen, Barcelona, 1974.
- Homenaje a King Kong, Tusquets, Barcelona, 1974.
- Literatura de la imagen, Salvat, Barcelona, 1974.
- Cine contemporáneo, Salvat, Barcelona, 1974.
- Un cine para el cadalso. 40 años de censura cinematográfica en España (con Domènec Font), Barcelona, 1975.
- El cine español en el exilio, Lumen, 1976.
- El cine sonoro en la II República (1929–1936), Lumen, Barcelona, 1977.
- Comunicación y cultura de masas, Península, Barcelona, 1977.
- Las raíces del miedo (con J. Prats), Lumen, Barcelona, 1978.
- La censura. Función política y ordenamiento jurídico bajo el franquismo (1936–1975), Península, Barcelona, 1981.
- Cine para leer, Mensajero, Bilbao, 1986.
- 1936–1939: La Guerra de España en la pantalla. De la propaganda a la Historia, Filmoteca Española, Madrid, 1986.
- El simio informatizado, Fundesco, Madrid, 1987.
- La caza de brujas en Hollywood, Anagrama, Barcelona, 1987.
- La mirada opulenta: Exploración de la iconosfera contemporánea, Gustavo Gili, Barcelona, 1987.
- Los cómics en Hollywood. Una mitología del siglo XX (con Javier Coma), Plaza y Janés, Barcelona, 1988.
- El discurso del cómic (con Luis Gasca), Cátedra, Madrid, 1988.
- La imagen pornográfica y otras perversiones ópticas, Akal, Madrid, 1989.
- Espejo de fantasmas. De John Travolta a Indiana Jones, Espasa Calpe, Madrid, 1993.
- Benito Perojo. Pionerismo y supervivencia (Filmoteca española), Instituto Nacional de las Artes Escénicas y de la Música, 1994.[5]
- Del bisonte a la realidad virtual, la escena y el laberinto, Anagrama, Barcelona, 1996.
- Proyector de luna. La generación del 27 y el cine, Anagrama, Barcelona, 1999.
- El eros electrónico, Taurus, Madrid, 2000.
- Máscaras de la ficción, Anagrama, Barcelona, 2002.
- Patologías de la imagen, Anagrama, Barcelona, 2004.
- Los años rojos de Luis Buñuel, Cátedra, Barcelona, 2009.
- Metamorfosis de la lectura, Anagrama, Barcelona, 2010.
- La confesión de Carmen, Pre-Textos, 2012.
- Un cinéfilo en el Vaticano, Cuadernos Anagrama, 2020.

## Premios
Premios Sant Jordi
| Año  | Categoría                      | Resultado |
| ---- | ------------------------------ | --------- |
| 2010 | Premio especial a la industria | Ganador   |